# Athlétisme aux Jeux asiatiques en salle de 2009
Navigation
Édition précédente Édition suivante
Les épreuves d'athlétisme des Jeux asiatiques en salle de 2009 ont eu lieu du 31 octobre au 2 novembre 2009 au Stade national My Dinh à Hanoï, au Viêt Nam.

## Résultats

### Hommes
| Event | Or                                                                               | Or            | Argent                                                                             | Argent           | Bronze                                                                         | Bronze           |
| --- | -------------------------------------------------------------------------------- | ------------- | ---------------------------------------------------------------------------------- | ---------------- | ------------------------------------------------------------------------------ | ---------------- |
| 60 mètres | Su Bingtian Chine                                                                | 6 s 65        | Yasser Al-Nasheri Arabie saoudite                                                  | 6 s 66           | Wachara Sondee Thaïlande                                                       | 6 s 68           |
| 400 mètres | Ismail Al-Sabiani Arabie saoudite                                                | 47 s 31       | Yousef Masrahi Arabie saoudite                                                     | 47 s 49          | Sergey Zaikov Kazakhstan                                                       | 47 s 63          |
| 800 mètres | Sajjad Moradi Iran                                                               | 1 min 48 s 48 | Mohammad Al-Azemi Koweït                                                           | 1 min 48 s 93 NR | Adnan Taess Akkar Irak                                                         | 1 min 49 s 59 NR |
| 1 500 mètres | Thamer Kamal Ali Qatar                                                           | 3 min 42 s 36 | Alemu Bekele Bahreïn                                                               | 3 min 43 s 66    | Abubaker Ali Kamal Qatar                                                       | 3 min 44 s 07    |
| 3 000 mètres | James Kwalia Qatar                                                               | 8 min 00 s 40 | Alemu Bekele Bahreïn                                                               | 8 min 01 s 50    | Essa Ismail Rashed Qatar                                                       | 8 min 05 s 87    |
| 60 mètres haies | Ji Wei Chine                                                                     | 7 s 69        | Mohammed Al-Thawadi Qatar                                                          | 7 s 81 NR        | Sami Al-Haydar Arabie saoudite                                                 | 7 s 81 NR        |
| 4 × 400 m | Arabie saoudite Yousef Masrahi Ismail Al-Sabiani Hamed Al-Bishi Bandar Sharahili | 3 min 10 s 31 | Thaïlande Chanatip Ruckburee Jukkatip Pojaroen Supachai Phachsay Suppachai Chimdee | 3 min 11 s 07    | Émirats arabes unis Omar Juma Al-Salfa Ali Shirook Saud Abdelkarim Jasim Saeed | 3 min 11 s 40    |
| Saut en hauteur | Vitaliy Tsykunov Kazakhstan                                                      | 2,22 m        | Majed Aldin Gazal Syrie                                                            | 2,22 m           | Zhao Kuansong Chine                                                            | 2,20 m           |
| Saut à la perche | Leonid Andreev Ouzbékistan                                                       | 5,60 m        | Yang Yansheng Chine                                                                | 5,40 m           | Kreeta Sintawacheewa Thaïlande                                                 | 5,10 m           |
| Saut en longueur | Ahmed Faiz Arabie saoudite                                                       | 7,96 m        | Zhuang Haitao Chine                                                                | 7,91 m           | Theerayut Philakong Thaïlande                                                  | 7,71 m           |
| Triple saut | Roman Valiyev Kazakhstan                                                         | 16,60 m       | Yevgeniy Ektov Kazakhstan                                                          | 16,44 m          | Theerayut Philakong Thaïlande                                                  | 16,05 m          |
| Lancer du poids | Amin Nikfar Iran                                                                 | 19,66 m       | Chang Ming-Huang Taipei chinois                                                    | 19,55 m NR       | Sultan Alhabashi Arabie saoudite                                               | 19,39 m          |
| Heptathlon | Mohammed Al-Qaree Arabie saoudite                                                | 5791 pts      | Dmitriy Karpov Kazakhstan                                                          | 5691 pts         | Vu Van Huyen Vietnam                                                           | 5622 pts         |
| Records et Performances - AR : Record continental (area record) - CR : Record des championnats (championship record) - MR : Record du meeting (meet record) - NR : Record national (national record) - OR : Record olympique (olympic record) - PR : Record paralympique (paralympic record) - PB : Record personnel (personal best) - SB : Meilleure performance personnelle de la saison (season's best) - WL : Meilleure performance mondiale de l'année (world leader) - WJR : Record du monde junior (world junior record) - WR : Record du monde (world record) Circonstances et Conditions - DNF : N'a pas terminé (did not finish) - DNS : N'a pas pris le départ (did not start) - DQ : Disqualification (disqualification) - NM : Aucun essai valable enregistré (No Mark) - Q : Qualifié « directement » au prochain tour (ou à la prochaine compétition), lors d'une compétition majeure, grâce au classement ou à la réalisation des minima (automatic qualifier) - q : Qualifié au prochain tour (ou à la prochaine compétition), lors d'une compétition majeure, grâce au repêchage ou à la réalisation de l'une des meilleures performances parmi celles des « non qualifiés directement » (grâce au meilleur temps ou à la meilleure distance par exemple) (secondary qualifier) |                                                                                  |               |                                                                                    |                  |                                                                                |                  |

### Femmes
| Event | Or                                                                                  | Or            | Argent                                                          | Argent        | Bronze                                                                          | Bronze        |
| --- | ----------------------------------------------------------------------------------- | ------------- | --------------------------------------------------------------- | ------------- | ------------------------------------------------------------------------------- | ------------- |
| 60 mètres | Vũ Thị Hương Vietnam                                                                | 7 s 24        | Guzel Khubbieva Ouzbékistan                                     | 7 s 39        | Nongnuch Sanrat Thaïlande                                                       | 7 s 42        |
| 400 mètres | Chen Jingwen Chine                                                                  | 53 s 58       | Gulustan Mahmood Irak                                           | 53 s 75       | Marina Maslyonko Kazakhstan                                                     | 54 s 34       |
| 800 mètres | Margarita Matsko Kazakhstan                                                         | 2 min 03 s 06 | Truong Thanh Hang Vietnam                                       | 2 min 03 s 65 | Viktoriya Yalovtseva Kazakhstan                                                 | 2 min 03 s 74 |
| 1 500 mètres | Liu Qing Chine                                                                      | 4 min 19 s 04 | Mimi Belete Bahreïn                                             | 4 min 19 s 79 | Truong Thanh Hang Vietnam                                                       | 4 min 23 s 04 |
| 3 000 mètres | Tejitu Daba Bahreïn                                                                 | 9 min 32 s 65 | Bui Thi Hien Vietnam                                            | 9 min 37 s 19 | Gladys Cherotich Bahreïn                                                        | 9 min 42 s 64 |
| 60 m haies | Wallapa Pansoongneun Thaïlande                                                      | 8 s 28        | Natalya Ivoninskaya Kazakhstan                                  | 8 s 38        | Anastassiya Soprunova Kazakhstan                                                | 8 s 39        |
| 4 × 400 m | Kazakhstan Viktoriya Yalovtseva Margarita Matsko Marina Maslyonko Anna Gavriushenko | 3 min 39 s 21 | Inde Mrudula Korada Jauna Murmu Tiana Mary Thomas A. C. Ashwini | 3 min 41 s 23 | Thaïlande Achara Chanakhen Karat Srimuang Saowalee Kaewchuay Treewadee Yongphan | 3 min 41 s 37 |
| Saut en hauteur | Nadiya Dusanova Ouzbékistan                                                         | 1,93 m        | Noengrothai Chaipetch Thaïlande                                 | 1,93 m        | Wanida Boonwan Thaïlande                                                        | 1,91 m        |
| Saut à la perche | Li Ling Chine                                                                       | 4,45 m        | Le Thi Phuong Vietnam                                           | 4,00 m        | Ni Putu Desy Margawati Indonésie                                                | 4,00 m        |
| Saut en longueur | Olga Rypakova Kazakhstan                                                            | 6,58 m        | Yuliya Tarasova Ouzbékistan                                     | 6,45 m        | M. A. Prajusha Inde                                                             | 6,27 m        |
| Triple saut | Olga Rypakova Kazakhstan                                                            | 14,40 m       | Irina Litvinenko Kazakhstan                                     | 13,87 m       | Thitima Muangjan Thaïlande                                                      | 13,78 m       |
| Lancer du poids | Leila Rajabi Iran                                                                   | 17,07 m       | Juttaporn Krasaeyan Thaïlande                                   | 16,12 m       | Lin Chia-ying Taipei chinois                                                    | 16,08 m       |
| Pentathlon | Wassana Winatho Thaïlande                                                           | 4062 pts      | Liu Haili Chine                                                 | 3908 pts      | Nguyen Thi Thu Cuc Vietnam                                                      | 3765 pts      |
| Records et Performances - AR : Record continental (area record) - CR : Record des championnats (championship record) - MR : Record du meeting (meet record) - NR : Record national (national record) - OR : Record olympique (olympic record) - PR : Record paralympique (paralympic record) - PB : Record personnel (personal best) - SB : Meilleure performance personnelle de la saison (season's best) - WL : Meilleure performance mondiale de l'année (world leader) - WJR : Record du monde junior (world junior record) - WR : Record du monde (world record) Circonstances et Conditions - DNF : N'a pas terminé (did not finish) - DNS : N'a pas pris le départ (did not start) - DQ : Disqualification (disqualification) - NM : Aucun essai valable enregistré (No Mark) - Q : Qualifié « directement » au prochain tour (ou à la prochaine compétition), lors d'une compétition majeure, grâce au classement ou à la réalisation des minima (automatic qualifier) - q : Qualifié au prochain tour (ou à la prochaine compétition), lors d'une compétition majeure, grâce au repêchage ou à la réalisation de l'une des meilleures performances parmi celles des « non qualifiés directement » (grâce au meilleur temps ou à la meilleure distance par exemple) (secondary qualifier) |                                                                                     |               |                                                                 |               |                                                                                 |               |

## Tableau des médailles
| Rang  | Nation              | Or | Argent | Bronze | Total |
| ----- | ------------------- | -- | ------ | ------ | ----- |
| 1     | Kazakhstan          | 6  | 4      | 4      | 14    |
| 2     | Chine               | 5  | 3      | 1      | 9     |
| 3     | Arabie saoudite     | 4  | 2      | 2      | 8     |
| 4     | Iran                | 3  | 0      | 0      | 3     |
| 5     | Thaïlande           | 2  | 3      | 8      | 13    |
| 6     | Ouzbékistan         | 2  | 2      | 0      | 4     |
| 7     | Qatar               | 2  | 1      | 2      | 5     |
| 8     | Vietnam             | 1  | 3      | 3      | 7     |
| 9     | Bahreïn             | 1  | 3      | 1      | 5     |
| 10    | Taipei chinois      | 0  | 1      | 1      | 2     |
| 10    | Inde                | 0  | 1      | 1      | 2     |
| 10    | Irak                | 0  | 1      | 1      | 2     |
| 13    | Koweït              | 0  | 1      | 0      | 1     |
| 13    | Syrie               | 0  | 1      | 0      | 1     |
| 15    | Indonésie           | 0  | 0      | 1      | 1     |
| 15    | Émirats arabes unis | 0  | 0      | 1      | 1     |
| Total | Total               | 26 | 26     | 26     | 78    |